# Нововоскресенка (Омская область)
Нововоскресе́нка — деревня в Называевском районе Омской области. Входит в состав Жирновского сельского поселения.

## История
Основана в 1896 году. В 1928 году село Ново-Воскресенское состояло из 154 хозяйств, основное население — русские. В административном отношении находилось в составе Называевского сельсовета Называевского района Омского округа Сибирского края.

## Население
| 1926 | 2002 | 2010 |
| ---- | ---- | ---- |
| 807  | ↘231 | ↘216 |

## Улицы
В деревне имеются две улицы: Луговая и Центральная.

## Известные уроженцы
- Земцов, Николай Андреевич (1917—2002) — советский военный деятель, полковник, Герой Советского Союза.